# Musculus palmaris longus

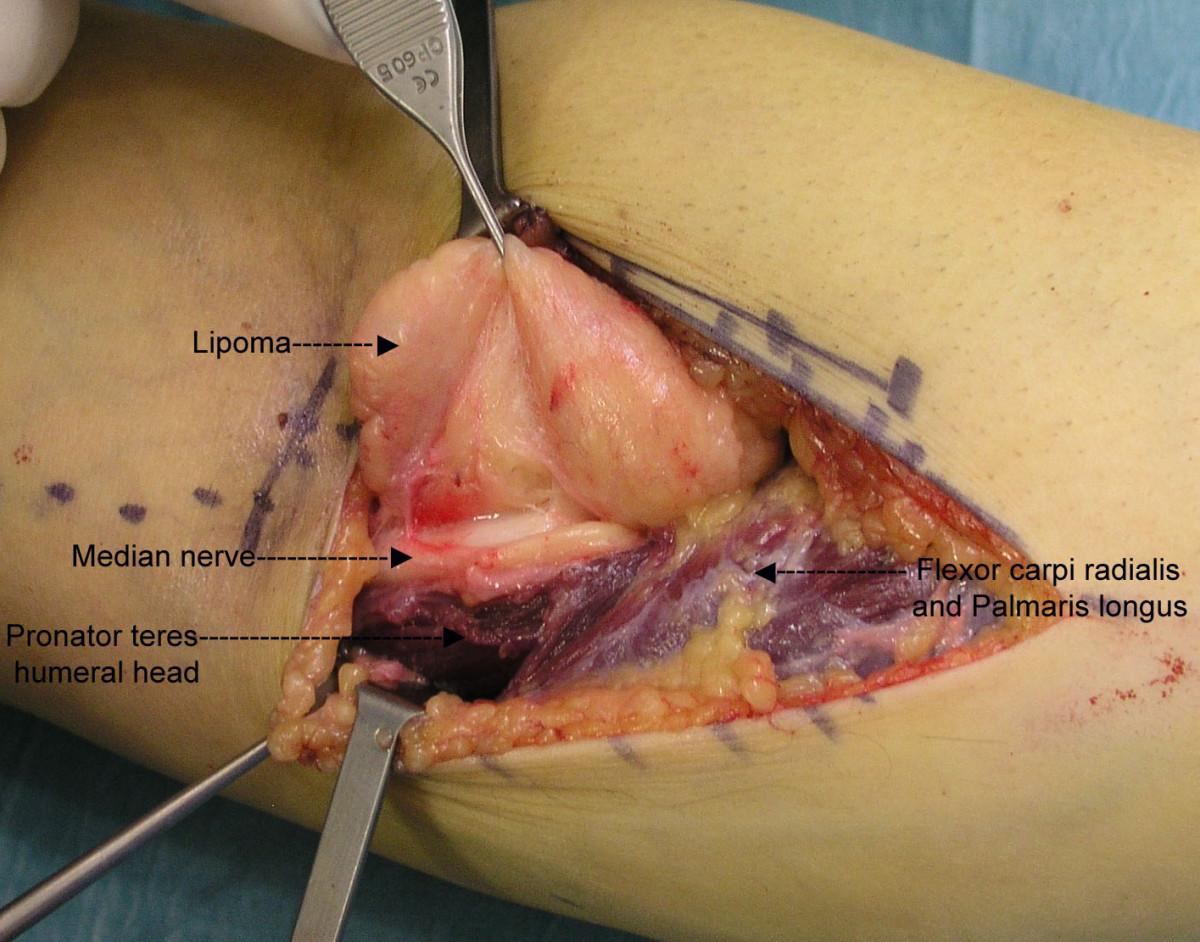
Der Musculus palmaris longus und Musculus flexor carpi radialis – beide rechts im Bild – während der Resektion eines Lipoms des Unterarms.

Der Musculus palmaris longus (lat. für „langer Hohlhandmuskel“) ist ein oberflächlicher Muskel auf der Vorderseite (Beugeseite) des Unterarms. Er entspringt vom Epicondylus medialis des Oberarmknochens (Humerus) sowie von der Innenseite der Unterarmfaszie (Fascia antebrachii). Der schlanke Muskel setzt in der Aponeurosis palmaris, einem Sehnenblatt unter der Haut der Handfläche, und am Retinaculum flexorum an. Der Musculus palmaris longus ist an der Beugung des Handgelenks beteiligt und spannt die Aponeurosis palmaris.
Der Musculus palmaris longus geht aus der embryonalen Organanlage (Blastem) des oberflächlichen Fingerbeugemuskels (Musculus flexor digitorum superficialis) hervor. Er gehört beim Menschen zu den Muskeln mit den häufigsten Varianten von Form, Ursprung und Ansatz. In etwa 13 % der Fälle fehlt der Muskel vollständig. In diesem Falle lässt sich eine relative Vergrößerung des Musculus palmaris brevis beobachten.
Der Musculus palmaris longus ist der oberflächlichste aller Beuger im Handgelenk, wodurch seine Sehne (sofern vorhanden) bei einer Beugung der geschlossenen Hand (Faustschluss) sehr prominent in der Mitte des Handgelenks sichtbar wird.
Bei den Haustieren (Pferde, Rinder, Schweine, Hunde und Katzen) ist der Muskel nicht ausgebildet.